# اماندوگبا
اماندوگبا (به لاتین: Amandugba) یک منطقهٔ مسکونی در نیجریه است که در ایالت ایمو واقع شده‌است.